# Giáo dục từ xa
Giáo dục từ xa hoặc học từ xa là việc giáo dục mà người học có thể không phải lúc nào cũng có mặt ở trường. Theo truyền thống, điều này thường liên quan đến các khóa học qua thư trong đó học sinh học qua thư với trường qua bưu điện. Ngày nay, nó liên quan đến giáo dục trực tuyến. Một chương trình học từ xa có thể là học từ xa hoàn toàn, hoặc kết hợp giữa học từ xa và lớp học truyền thống (được gọi là hybrid  hoặc tích hợp). Các khóa học trực tuyến mở lớn (MOOCs), cung cấp các khóa học trực tuyến với quy mô lớn và truy cập mở thông qua việc phối hợp với các trường đại học, học viện và tổ chức là một trong các phương thức phổ biến gần đây trong giáo dục từ xa. Một số thuật ngữ khác (học tập điện tử, học tập trực tuyến...) được sử dụng gần như đồng nghĩa với giáo dục từ xa.

## Lịch sử
Một trong những nỗ lực dạy học từ xa sớm nhất đã được quảng cáo vào năm 1728. Quảng cáo này đăng trên Boston Gazette với nội dung "Caleb Philipps, Giáo viên về phương pháp tốc ký mới", nhằm tìm kiếm những sinh viên muốn học thông qua các bài học được gửi qua thư hàng tuần.
Khóa học giáo dục từ xa đầu tiên theo nghĩa hiện đại được Sir Isaac Pitman giảng dạy vào những năm 1840, người đã dạy một hệ thống tốc ký bằng cách gửi các văn bản được chuyển thành tốc ký trên bưu thiếp và nhận bản phiên âm từ các sinh viên của mình để sửa lỗi. Yếu tố phản hồi của sinh viên là một sự đổi mới quan trọng của hệ thống của Pitman. Kế hoạch này đã được thực hiện bằng cách giới thiệu giá bưu chính thống nhất trên toàn nước Anh vào năm 1840.
Sự khởi đầu này tỏ ra vô cùng thành công và Hiệp hội tương ứng ngữ âm được thành lập ba năm sau đó để thành lập các khóa học này trên cơ sở chính thức hơn. Hội mở đường cho sự hình thành sau này của Sir Isaac Pitman College trên toàn nước Anh.
Trường học qua thư đầu tiên ở Hoa Kỳ là Hiệp hội khuyến khích nghiên cứu tại nhà, được thành lập vào năm 1873.
Được thành lập vào năm 1894, Wolsey Hall, Oxford là trường đại học đào tạo từ xa đầu tiên ở Anh.

### Khóa học đại học qua thư
Đại học London là trường đại học đầu tiên cung cấp văn bằng đào tạo từ xa, thành lập Chương trình đối ngoại vào năm 1858. Nền tảng của sự đổi mới này nằm ở chỗ tổ chức (sau này gọi là Đại học College London) là phi giáo phái và, với sự cạnh tranh tôn giáo khốc liệt vào thời điểm đó, đã có một sự phản đối chống lại trường đại học "vô thần". Vấn đề sớm được đưa ra để các tổ chức nào có quyền hạn cấp bằng và các tổ chức nào không có quyền này.

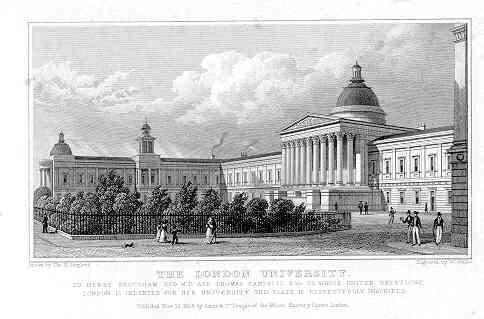
Đại học London năm 1827, tác phẩm của Thomas Hosmer Shepherd

Giải pháp thỏa hiệp xuất hiện vào năm 1836 là cơ quan duy nhất thực hiện các kỳ thi dẫn đến bằng cấp sẽ được trao cho một thực thể mới được công nhận chính thức gọi là "Đại học London", ban đầu sẽ đóng vai trò là cơ quan kiểm tra cho các trường đại học của Đại học London Đại học College London và King College London, và trao cho sinh viên của họ bằng đại học London. Như Sheldon Rothblatt tuyên bố: "Do đó phát sinh gần như nguyên mẫu hình thành sự phân biệt tiếng Anh nổi tiếng giữa giảng dạy và kiểm tra, ở đây thể hiện trong các tổ chức riêng biệt." 
Với việc nhà nước trao quyền kiểm tra cho một thực thể riêng biệt, nền tảng đã được đặt ra cho việc tạo ra một chương trình trong trường đại học mới, nơi sẽ quản lý các kỳ thi và cấp bằng cho sinh viên tham gia giảng dạy tại một tổ chức khác hoặc theo đuổi một khóa học tự học.
Được Charles Dickens gọi là "Đại học Nhân dân" vì nó cho phép sinh viên nghèo có quyền tham gia vào giáo dục đại học, Chương trình Đối ngoại được Victoria của Anh thực hiện vào năm 1858, biến Đại học London trở thành trường đại học đầu tiên cung cấp bằng cấp học tập từ xa cho sinh viên. Ghi danh tăng dần trong cuối thế kỷ 19, và ví dụ của nó đã được sao chép rộng rãi ở các nơi khác. Chương trình này hiện được gọi là Chương trình Quốc tế của Đại học London và bao gồm các văn bằng sau đại học, Đại học và Văn bằng được tạo bởi các trường đại học như Trường Kinh tế Luân Đôn, Royal Holloway và Goldsmiths. 

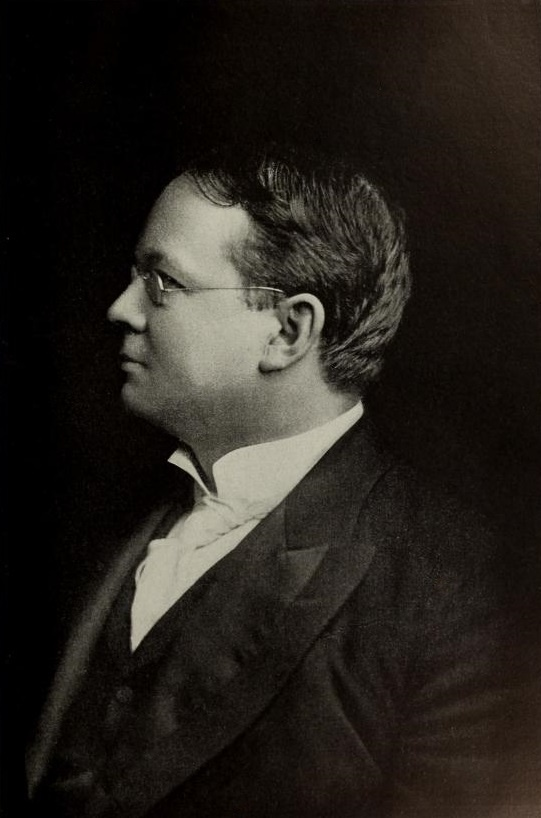
William Rainey Harper khuyến khích phát triển các khóa học đại học bên ngoài tại Đại học Chicago mới vào những năm 1890.

Tại Hoa Kỳ, William Rainey Harper, người sáng lập và chủ tịch đầu tiên của Đại học Chicago, đã tôn vinh khái niệm giáo dục mở rộng, nơi một trường đại học nghiên cứu có các trường cao đẳng vệ tinh ở nơi khác trong khu vực.
Năm 1892, Harper khuyến khích các khóa học trao đổi thư từ để thúc đẩy giáo dục hơn nữa, một ý tưởng đã được Chicago, Wisconsin, Columbia và vài chục trường đại học khác áp dụng vào những năm 1920. Ghi danh vào trường vì lợi nhuận tư nhân lớn nhất có trụ sở tại Scranton, Pennsylvania, các trường tương ứng quốc tế đã phát triển bùng nổ vào những năm 1890. Được thành lập vào năm 1888 để cung cấp đào tạo cho các công ty khai thác than nhập cư nhằm trở thành thanh tra viên hoặc nhà quản lý mỏ nhà nước, họ đã tuyển sinh 2500 sinh viên mới vào năm 1894 và trúng tuyển 72.000 sinh viên mới vào năm 1895. Đến năm 1906 tổng số tuyển sinh đạt 900.000. Sự tăng trưởng là do gửi đi sách giáo khoa hoàn chỉnh thay vì các bài học đơn lẻ, và sử dụng 1200 nhân viên bán hàng trực tiếp tích cực. Có một sự tương phản rõ rệt trong sư phạm:
Trường kỹ thuật thông thường hoặc đại học nhằm mục đích giáo dục một người đàn ông rộng rãi; trái lại, mục đích của chúng tôi là chỉ giáo dục anh ta theo một số dòng cụ thể. Trường yêu cầu một sinh viên phải có trình độ giáo dục nhất định để vào đó và tất cả sinh viên học trong khoảng thời gian xấp xỉ nhau; khi họ đã hoàn thành các khóa học của họ, họ được cho là đủ điều kiện để vào bất kỳ một trong số một số ngành trong một số ngành nghề cụ thể. Trái lại, chúng tôi đang hướng đến mục tiêu làm cho các khóa học của chúng tôi phù hợp với nhu cầu cụ thể của sinh viên học chúng.

Giáo dục là ưu tiên hàng đầu trong Thời đại Tiến bộ, khi các trường trung học và cao đẳng Mỹ mở rộng rất nhiều. Đối với những người đàn ông lớn tuổi hoặc quá bận rộn với trách nhiệm gia đình, các trường học ban đêm đã được mở, chẳng hạn như trường YMCA ở Boston đã trở thành Đại học Đông Bắc. Bên ngoài các thành phố lớn, các trường học qua thư tín tư nhân đưa ra một giải pháp linh hoạt, tập trung. Các tập đoàn lớn hệ thống hóa các chương trình đào tạo của họ cho các nhân viên mới. Hiệp hội các trường công ty quốc gia đã tăng từ 37 năm 1913 lên 146 vào năm 1920. Bắt đầu từ những năm 1880, các trường tư thục đã mở trên toàn quốc, nơi đào tạo kỹ thuật chuyên ngành cho bất kỳ ai đăng ký, không chỉ các nhân viên của một công ty. Bắt đầu từ Milwaukee năm 1907, các trường công lập bắt đầu mở các chương trình dạy nghề miễn phí.
Chỉ một phần ba dân số Mỹ sống ở các thành phố có dân số từ 100.000 trở lên vào năm 1920; để đạt được phần còn lại, các kỹ thuật tương ứng đã được áp dụng. Úc, với khoảng cách rộng lớn, đặc biệt tích cực phát triển việc học này; Đại học Queensland thành lập Khoa nghiên cứu tương ứng vào năm 1911. Tại Nam Phi, Đại học Nam Phi, trước đây là một tổ chức kiểm tra và chứng nhận, bắt đầu đưa ra học phí giáo dục từ xa vào năm 1946. Hội nghị quốc tế về giáo dục tương ứng đã tổ chức cuộc họp đầu tiên vào năm 1938. Mục tiêu là cung cấp giáo dục cá nhân cho sinh viên, với chi phí thấp, bằng cách sử dụng một phương pháp sư phạm kiểm tra, ghi chép, phân loại và phân biệt. Tổ chức này đã được đổi tên thành Hội đồng quốc tế về giáo dục mở và từ xa (ICDE), có trụ sở tại thành phố Oslo, Na Uy.

### Các trường đại học mở

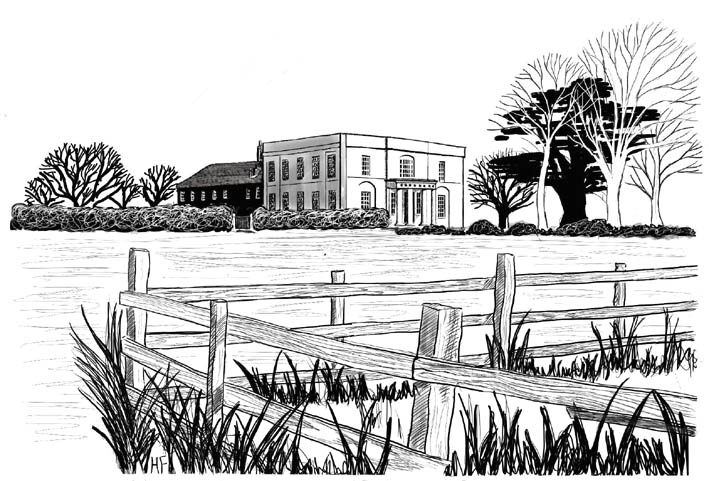
Walton Hall, được cải tạo vào năm 1970 để hoạt động như trụ sở của Đại học Mở mới thành lập. (Nghệ sĩ: Hilary French)

Đại học Mở tại Vương quốc Anh được thành lập bởi chính phủ Lao động lúc bấy giờ do Thủ tướng Harold Wilson đứng đầu, dựa trên tầm nhìn của Michael Young. Kế hoạch bắt đầu vào năm 1965 dưới thời Bộ trưởng Bộ Giáo dục, Jennie Lee, người đã thành lập một mô hình cho Đại học Mở (OU) khi mở rộng quyền truy cập vào các tiêu chuẩn cao nhất của học bổng trong giáo dục đại học và thành lập một ủy ban kế hoạch bao gồm phó trường đại học -chủ tịch, nhà giáo dục, và đài truyền hình, do Ngài Peter Venables chủ trì. British Broadcasting Corporation (BBC) Trợ lý Giám đốc Kỹ thuật tại thời điểm đó, James Redmond, đã có được hầu hết kiến thức của mình tại trường học ban đêm, và sự nhiệt tình tự nhiên của mình cho dự án đã đóng góp nhiều để vượt qua những khó khăn kỹ thuật của việc sử dụng truyền hình cho các chương trình giảng dạy phát sóng. 
Đại học Mở đã cách mạng hóa phạm vi của chương trình tương ứng và giúp tạo ra một sự thay thế học tập đáng nể đối với hình thức giáo dục truyền thống. Nó đã đi đầu trong việc phát triển các công nghệ mới để cải thiện dịch vụ đào tạo từ xa  cũng như thực hiện nghiên cứu trong các ngành khác. Walter Perry được bổ nhiệm làm phó hiệu trưởng đầu tiên của OU vào tháng 1 năm 1969, và thư ký nền tảng của nó là Anastasios Christodoulou. Cuộc bầu cử chính phủ bảo thủ mới dưới sự lãnh đạo của Edward Heath, năm 1970; đã dẫn đến việc cắt giảm ngân sách dưới thời Iain Macleod (người trước đó đã gọi ý tưởng về một trường đại học mở là "vô nghĩa"). Tuy nhiên, OU đã chấp nhận 25.000 sinh viên đầu tiên vào năm 1971, áp dụng chính sách tuyển sinh mở triệt để. Vào thời điểm đó, tổng số sinh viên của các trường đại học thông thường ở Vương quốc Anh là khoảng 130.000.